# Woodhull (Nowy Jork)
Woodhull – miasto w Stanach Zjednoczonych, w stanie Nowy Jork, w hrabstwie Steuben.